# 基亞卡區
基亞卡區（西班牙語：Distrito de Quiaca），是秘魯的一個區，位於該國東南部普諾大區的桑迪亞省，面積447.9平方公里，海拔高度2,950米，2005年人口2,419，人口密度每平方公里5.4人。